# ОШ „Вук Караџић” Роћевић
ОШ „Вук Караџић” је једна од основних школа на подручју града Зворника. Налази се у Роћевићићу. Име је добила по Вуку Стефановићу Караџићу српском лингвисти, филологу, антропологу, књижевнику, преводиоцу и академику. Стефановић Караџић је најзначајнији српски лингвиста XIX вијека, реформатор српског језика, сакупљач народних умотворина и писац првог ријечника српског језика. Најзначајнија је личност српске књижевности прве половине XIX вијека.

## Историјат
Како су школе у Шепку и Скочићу имале превише ђака, створена је потреба да се у Роћевићу формира једно одјељење. Власти су одобриле оснивање одјељења првог разреда у Роћевићу. Адаптирана је једна просторија у тек изграђеном Задружном дому и ту се у септембру 1952/1953. године отвара одјељење првог разреда. Први пут у историји Роћевић има своју школу. Први учитељ звао се Никола Симић, родом из Пилице. Тада је уписано 34 ђака, од чега 18 дјевојчица, што је за то вријеме било неуобичајено, јер су дјевојчице ријетко ишле у школу. Већ сљедеће школске 1953/1954. у Роћевићу су била три разреда. После завршена четири разреда у Роћевићу ученици су настављали школовање у Козлуку, у којој је од 1950. године уведено осмогодишње образовање. Пошто се путовало пјешке већина ђака није могла завршити потпуну основну школу. Од 1961/1962. школске године у адаптираној учионици Задружног дома почела је настава за пети разред. Наставу су углавном изводили учитељи. Пошто је стара школа већ сасвим дотрајала, а простор у дому није био адекватан, почело се размишљати о градњи нове школе. У зиму 1964. године школа је била озидана. Наредне 1966/1967. школске године дјеца у шести разред иду у школу Роћевић, а не у Козлук. У нову 1967/1968. школску годину школа улази са седам разреда и престаје да буде подручно одјељење Основне школе “Петар Кочић” Козлук, а постаје Основна школа “Братство-јединство” Роћевић. У школи повремено излази лист “Пчелица”. Школске 2005/2006. обиљежено је 40 година рада школе, издата монографија “Првих 40 година рада школе”. 2015/2016. школа је прославила 50 година рада. Данас Основна школа “Вук Караџић” Роћевић броји преко 480 ученика и преко 60 запослених лица. Основна школа Роћевић поседује два подручна одјељења, подручно одјељење у Брањеву и подручно одјељење у Кисељаку.